# Phổ Chiếu Nhất Biện
Phổ Chiếu Nhất Biện (zh. 普照一辯, Puzhao Yibian, 1081- 1149) là Thiền sư Trung Quốc đời Tống, thuộc đời thứ 10 của Tông Tào Động. Sư là pháp tử của Thiền sư Lộc Môn Tự Giác và có đệ tử đắc pháp là Thiền sư Đại Minh Tăng Bảo.

## Cơ duyên và hành trạng
Sư họ Hoàng, quê ở Hồng Châu (nay là Giang Tây). Năm lên 11 tuổi, cha mẹ đều qua đời, sư xin xuất gia học đạo. Năm 18 tuổi, sư thọ giới cụ túc. Sau khi thọ giới, sư chuyên nghiên cứu kinh điển. Niên hiệu Trịnh Hòa (1111-1118), sư đến yết kiến Lộc Môn Tự Giác và đạt được tâm ấn. Cơ duyên ngộ đạo của sư như sau:
Sư hỏi: "Hoà thượng! Hết thảy càn không chỉ bằng con mắt của học nhân là thế nào?" Lộc Môn đáp: "Ông bị kinh giáo che mắt rồi đấy!" Sư định trả lời, Lộc Môn xua tay nói: "Còn không mau làm người mù đi!" Ngay đó, sư đại ngộ.
Sau khi đắc pháp, Lộc Môn khuyên sư đến yết kiến sư ông (tức là thầy của Lộc Môn) là Thiền sư Phù Dung Đạo Khải. Tuy nhiên, sư không có cơ hội gặp được Phù Dung mà lại tình cờ gặp được Thiền sư Đan Hà Tử Thuần - môn đệ đắc pháp khác của Phù Dung.
Trong khoảng năm 1119 - 1126, sư đến hoằng pháp ở chùa Thiên Ninh. Tại đây, sư nhập thất và soạn 100 câu hỏi để khảo nghiệm trình độ tu chứng của người tu học, sau biên tập thành sách Thanh Châu Bách Vấn, danh tiếng của sư vang khắp vùng Đại Hà. Sư cũng từng trụ trì tại Vạn Thọ tự ở Đông Đô (1140), Phổ Chiếu tự, Hoa Nghiêm tự. Đặc biệt, tại Hoa Nghiêm tự (nay là chùa Đàm Giá, Bắc Kinh), sư nỗ lực đề xướng tông phong tông Tào Động và giới luật mạnh mẽ, được người đời tôn xưng là Tỵ tổ của tông Tào Động.
Cuối đời, sư trụ trì tại Viện Thanh Thủy ở Ẩn Dương. Một hôm, sư lâm bệnh nhẹ, bèn gọi đại chúng đến nói kệ phó chúc. Nói kệ xong sư bảo chúng: "Ta muốn trở về!" Rồi an nhiên thị tịch, trụ thế 69 năm. Đệ tử trà tỳ xây tháp thờ ở núi Phần Ngưỡng.